# Adesmia coquimbensis
Adesmia coquimbensis är en ärtväxtart som beskrevs av Arturo Erhardo Erardo Burkart. Adesmia coquimbensis ingår i släktet Adesmia och familjen ärtväxter. Inga underarter finns listade i Catalogue of Life.